# Big Mama (hudební skupina)
Big Mama je francouzská hudební formace hrající směs ska, reggae, dubu, punku, rocku, funku, junglu a dalších stylů. Kapela byla založena roku 1996 v Paříži.

## Diskografie
- Awaneutchize! (2000)
- Operation Dancefloor (2002)
- Rock'n'Roll Karma (2007)